# Хазельбах (приток Гюнца)
Хазельбах (нем. Haselbach) — река в Германии, протекает по Швабии (земля Бавария). Правый приток Гюнца. Речной индекс 11586. Площадь бассейна реки составляет 90,04 км². Длина реки 24,12 км. Высота истока 620 м. Высота устья 505 м.
Система водного объекта: Гюнц → Дунай → Чёрное море.
Один из притоков Хазельбаха — Гутнах.